# Kis sugarasbagoly
A kis sugarasbagoly (Actinotia radiosa) a rovarok (Insecta) osztályának a lepkék (Lepidoptera) rendjéhez, ezen belül a bagolylepkefélék (Noctuidae) családjához tartozó faj.

## Elterjedése
Dél-Európában, Közép-Európa déli részén, Kis-Ázsiában , Dél-Oroszországban és a kaukázusi térségben a virágos száraz gyepeken és homokos síkságokon, és a napsütötte lejtőkön elterjedt.

## Megjelenése
- lepke: szárnyfesztávolsága: 28–33 mm, az első első szárnyak sötét barnák, fehéres hullámos vonalú világos W-jel látható rajtuk. A szegély váltakozva sárga és barna. A hátsó szárnyak feketés barnák.
- hernyó:  szürkés barna.
- báb: a csillogó barna báb rövid, zömök és lekerekített vége tüskés

## Életmódja
Két nemzedékes faj, az első áprilistól májusig, a második júliustól augusztusig rajzik. A hernyók tápnövényei a kaszanyűgbükköny (Vicia cracca), a mezei zsálya (Salvia pratensis), a kígyószisz- (Echium spp.), baltacim- (Onobrychis spp.), kakukkfű- (Thymus spp.) és az orbáncfűfajok (Hypericum spp.).

## Fordítás
- Ez a szócikk részben vagy egészben  a   Trockenrasen-Johanniskrauteule című német Wikipédia-szócikk fordításán alapul.  Az eredeti cikk szerkesztőit annak laptörténete sorolja fel. Ez a jelzés csupán a megfogalmazás eredetét és a szerzői jogokat jelzi, nem szolgál a cikkben szereplő információk forrásmegjelöléseként.